# Lasse Holm
Lars-Eric (Lasse) Gustav Holm (Stockholm, 9 december 1943) is een Zweedse zanger, presentator en liedjesschrijver.
In 1980 maakte hij deel uit van de band Chips en stuurde hij een lied in voor Melodifestivalen, Mycke' mycke' mer werd 4de.
Een jaar later nam de groep de tijdelijke naam Sweets 'n Chips aan en werden ze 2de met God morgon. Nog een jaar later bleven enkel Kikki Danielsson en Elisabeth Andreassen in de groep Chips. Holm schreef wel het lied dat ze zouden insturen voor Melodifestivalen Dag efter dag, dit keer zou de groep wel winnen, op het songfestival werden ze 8ste.
Alweer een jaar later schreef hij Främling voor Carola dat 3de zou worden op het Eurovisiesongfestival 1983. Het lied zou bovendien een van de grootste Zweedse hits ooit worden.
Twee jaar later herhaalde hij zijn 3de plaats met Bra vibrationer dat door Kikki Danielsson werd gezongen. In 1986 was het dan eindelijk de beurt aan Lasse Holm zelf om op het songfestival te zingen, samen met Monica Törnell werd hij 5de met E' de' det här du kallar kärlek. Zeven jaar later in 1993 had hij zijn laatste eurosongdeelname met de groep Arvingarna dat Eloise naar een 7de plaats zong.
In 2012 schreef hij opnieuw een lied voor Melodifestivalen. Lotta Engberg en Christer Sjögren sneuvelden met Don't let me down in de herkansingsronde.
Op de televisie presenteerde hij amusementsprogramma's als Sikta mot stjärnorna, Pictionary en Diggiloo.
In 2024 ontving Holm de Zweedse culturele onderscheiding Litteris et Artibus.

## Discografie

### Singles
- 1986: E’ de’ det här du kallar kärlek
- 1986: Cannelloni Macaroni

### Album
- 1986: Lasse Holm

1958: Alice Babs · 
1959: Brita Borg · 
1960: Siw Malmkvist · 
1961: Lill-Babs · 
1962: Inger Berggren · 
1963: Monica Zetterlund · 
1965: Ingvar Wixell · 
1966: Lill Lindfors & Svante Thuresson · 
1967: Östen Warnerbring · 
1968: Claes-Göran Hederström · 
1969: Tommy Körberg · 
1971: Family Four · 
1972: Family Four · 
1973: Nova · 
1974: ABBA · 
1975: Lasse Berghagen · 
1977: Forbes · 
1978: Björn Skifs · 
1979: Ted Gärdestad · 
1980: Tomas Ledin · 
1981: Björn Skifs · 
1982: Chips · 
1983: Carola · 
1984: Herreys · 
1985: Kikki Danielsson · 
1986: Lasse Holm & Monica Törnell · 
1987: Lotta Engberg · 
1988: Tommy Körberg · 
1989: Tommy Nilsson · 
1990: Edin-Ådahl · 
1991: Carola · 
1992: Christer Björkman · 
1993: Arvingarna · 
1994: Marie Bergman & Roger Pontare · 
1995: Jan Johansen · 
1996: One More Time · 
1997: Blond · 
1998: Jill Johnson · 
1999: Charlotte Nilsson · 
2000: Roger Pontare · 
2001: Friends · 
2002: Afro-Dite · 
2003: Fame · 
2004: Lena Philipsson · 
2005: Martin Stenmarck · 
2006: Carola · 
2007: The Ark · 
2008: Charlotte Perrelli · 
2009: Malena Ernman · 
2010: Anna Bergendahl · 
2011: Eric Saade · 
2012: Loreen · 
2013: Robin Stjernberg · 
2014: Sanna Nielsen · 
2015: Måns Zelmerlöw · 
2016: Frans · 
2017: Robin Bengtsson · 
2018: Benjamin Ingrosso · 
2019: John Lundvik · 
2021: Tusse · 
2022: Cornelia Jakobs · 
2023: Loreen · 
2024: Marcus & Martinus · 
2025: KAJ
- Bibsys: 90273290
- Gemeinsame Normdatei: 1100361065
- International Standard Name Identifier: 0000 0003 6181 1301
- Nationale Bibliotheek van Letland: 000091869
- MusicBrainz: 7055ff0e-0b44-4bda-8892-3807b93d2d50
- LIBRIS: 210972
- Virtual International Authority File: 222254406
- WorldCat: E39PBJpdMPJbrXVpwxdjdvQjG3